# Ho Hong Bank

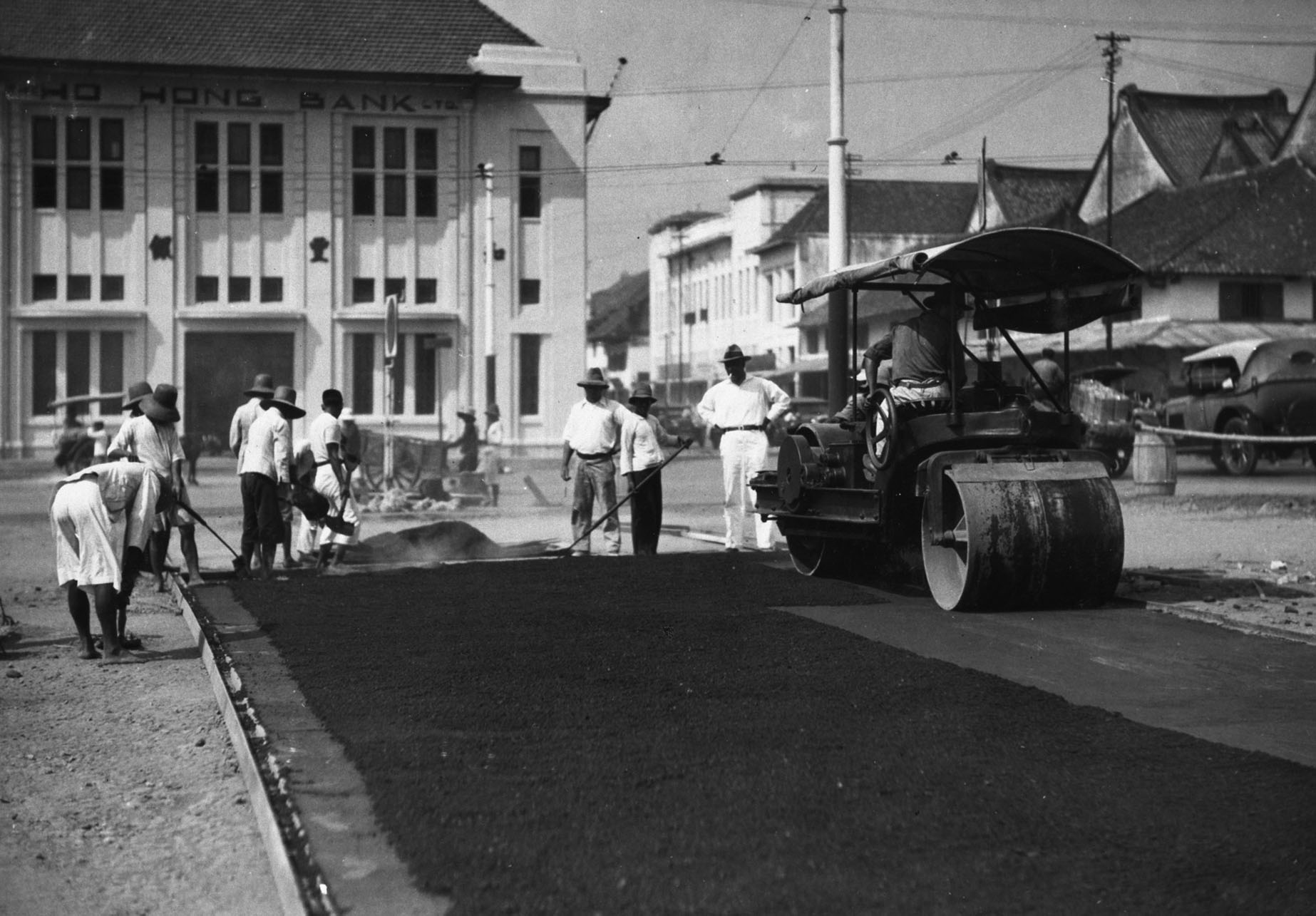
Een filiaal van de Ho Hong Bank in Batavia, in 1929.

De Ho Hong Bank was tussen 1917 en 1932 een handelsbank die was opgericht in Singapore.
De oprichter kwam uit de Hoklo-gemeenschap. Uit deze gemeenschap werden in Singapore in die periode nog twee andere banken opgericht: Chinese Commercial Bank en de Oversea-Chinese Bank. Een dochteronderneming van de bank, de Ho Hong Company, richtte zich op de import, export, kokosolie en scheepvaart.
De bank opende filialen in Malakka, Muar, Batu Pahat, Penang, Palembang, Seremban, Hong Kong en Batavia. Door het goede netwerk kon zij geld verdienen in de valutahandel door middel van arbitrage.
Vanwege de crises in de jaren twintig en dertig van de twintigste eeuw besloten de drie Hoklo-banken om in 1932 samen te gaan onder de naam Oversea-Chinese Banking Corporation.

## Referentie
1. ↑  (en) Lee, Sheng-Yi (1990). The Monetary and Banking Development of Singapore and Malaysia. NUS Press, p. 38-39. ISBN 978-9971-69-146-2.